# Jean-Jacques de Peretti
Pour les articles homonymes, voir Peretti.
Jean-Jacques de Peretti, né le 21 septembre 1946 à Clermont-Ferrand (Puy-de-Dôme), est un homme politique français, maire de Sarlat-la-Canéda ainsi que conseiller d'État.

## Mandats
- 1972-1974 : chargé de mission au cabinet de Pierre Messmer, Premier ministre ;
- 1981 : candidat (Union pour une nouvelle majorité - UNM) aux élections législatives en Dordogne (4e circonscription) ;
- 1983 : conseiller municipal de Sarlat ;
- 1986-1988 : conseiller technique au cabinet de Jacques Chirac, Premier ministre ;
- 1988-1993 : secrétaire national auprès du secrétaire général du RPR ;
- 1989 : candidat à l'élection des représentants de la France au Parlement européen (liste d'Union RPR-Union pour la Démocratie française - UDF) ;
- 1992-1993 : conseiller régional d'Aquitaine sous la présidence de Jacques Valade ;
- 1992 : conseiller général de la Dordogne ;
- 1993 : délégué général du RPR - député de Dordogne (membre de la commission des Finances, rapporteur du budget et de l'Aménagement du Territoire) ;
- 1994 : secrétaire général adjoint du RPR ;
- 1995 : soutien au candidat Jacques Chirac, lors de l'élection présidentielle française de 1995[1] ;
- 1995 : ministre de l'Outre-mer (gouvernement Alain Juppé, 18 mai 1995) ; 
  - 7 novembre 1995, 2e gouvernement Alain Juppé : Ministre délégué auprès du Premier ministre, chargé de l'Outre-Mer ;
- 1995 : ministre de l'Outre-mer (gouvernement Alain Juppé, 18 mai 1995).

Depuis 1989 : maire de Sarlat (Dordogne).
- Il est réélu maire de Sarlat à la suite du premier tour des municipales, le 23 mars 2014 sa liste l'emportant avec 53,12 % des voix face à trois autres listes.
- 2015 : L'Esplanade Alain Chastagnol est inaugurée à Souillac, par son maire Jean-Michel Sanfourche puis honorée de la présence de Jacques Toubon, ancien ministre et de Jacques Godfrain ancien ministre et maire de Millau. L'inauguration à lieu en présence d'autres personnalités notamment du maire de Sarlat[2].
- 2016 : Jérôme Peyrat maire de La Roque-Gageac espère que Jean-Jacques de Peretti soutiendra sa candidature, ce dernier donnera sa réponse "après la primaire"[3].
- 2017 : le maire de Sarlat est battu dès le premier tour aux élections législatives de 2017 en Dordogne, par la candidate Jacqueline Dubois qui l'emporte au second tour, face à Émilie Chalard, candidate de La France insoumise.

Il parraine Emmanuel Macron, candidat En marche ! pour l'élection présidentielle de 2017.
- 2020 : Le maire de Sarlat est réélu lors des élections municipales françaises de 2020, pour son sixième mandat avec 38,97% des voix. Il était dans une triangulaire avec le gaulliste Basile Fanier, arrive deuxième au second tour[5].

## Décoration
- Chevalier de la Légion d'honneur (14 juillet 2006)

## Autres
- Ex-mari de Christine Deviers-Joncour
- Diplômé d'études supérieures de droit et de sciences politiques
- Ancien élève de l'Institut des hautes études internationales et de l'Institut d'études politiques de Paris
- 1969-1973 : membre du Hudson Institute, collaborateur d'Hermann Khan
- 1969-1976 : enseignant à la faculté de droit d'Orléans, puis (1973) à l'université Paris-Sorbonne
- 1974-1976 : Directeur de cabinet du Président du district de la Région parisienne
- 1976-1986 : Chargé de mission auprès de Jacques Maisonrouge, président d'IBM Europe
- 1986-1997 :  Fonctions politiques
- 1997-2006 : Consultant
- 2006 : au Conseil des ministres du 24 août 2006, il est nommé conseiller d'État au tour extérieur